# Hocine Ragued
Hocine Ragued, né le 11 février 1983 à Saint-Germain-en-Laye, est un footballeur franco-tunisien, international tunisien, évoluant au poste de milieu défensif.

## Biographie

### Carrière en club

#### Paris Saint-Germain
Ragued commence sa carrière en tant que junior au club amateur du Paris FC avant de rejoindre le Paris Saint-Germain (PSG), qui le prête au FC Istres. Le 31 janvier 2004, le PSG décide de prêter le milieu de terrain au FC Gueugnon, qui évolue en Ligue 2. Le prêt prend fin le 30 juin et Ragued retourne à Paris où, durant la saison 2005-2006, il joue pour la première fois dans les rangs du PSG, contre le FC Metz, le 13 mai 2006.

#### RAEC Mons
En raison d'un manque de temps de jeu, Ragued décide finalement de partir pour un nouveau club et signe un premier contrat de deux ans avec le club belge du RAEC Mons en juillet 2006. Son contrat est ensuite prolongé jusqu'en 2011 mais Ragued décide de le résilier à la fin de la saison 2008-2009 de la Belgacom League.

#### Slavia Prague
En juillet 2009, Ragued signe un contrat de quatre ans avec le SK Slavia Prague. Lors de sa série d'ouverture, il joue 23 matchs et cinq autres en Ligue Europa. Ragued fait partie de l'équipe impliquée dans les deux matchs comptant pour les éliminatoires de la Ligue des champions de l'UEFA. Club de première division, le SK Slavia Prague termine septième du championnat.
Durant sa seconde saison, Ragued joue douze matchs, jusqu'à ce qu'il commence à rester à l'écart de l'équipe ; son dernier match a lieu à domicile, le 12 novembre 2010, contre le FC Baník Ostrava.

#### Karabükspor
Le 31 janvier 2011, il signe un contrat d'un an et demi avec Karabükspor ; son premier match est disputé le 5 février contre le Beşiktaş JK. Il réussit à marquer un but pour la première fois lors de son quatrième match contre Torku Konyaspor le 27 février. Il joue un total de douze matchs alors que son équipe se classe au neuvième rang de la Süper Lig.
Durant sa seconde saison (2011-2012), Ragued joue 24 matchs et reçoit trois avertissements. À la fin de la saison, il exprime son désir de changer de club.

#### Espérance de Tunis
Après leur réunion avec Ragued, les dirigeants de l'Espérance sportive de Tunis parviennent à un accord avec l'international tunisien qui signe un contrat de deux ans avec le club.

#### Emirates Cultural Sport Club
Le 28 juillet 2016, il s'engage avec l'Emirates Cultural Sport Club.

### Équipe nationale
Ragued participe aux Jeux olympiques de 2004 à Athènes. Ensuite, Roger Lemerre lui donne l'occasion de représenter la Tunisie parmi les seniors. L'entraîneur national Humberto Coelho le choisit pour participer aux éliminatoires de la coupe du monde 2010. Il joue également certains matchs de la coupe d'Afrique des nations 2010 où la Tunisie participe au premier tour. Ragued est également sélectionné dans l'équipe participant à la coupe d'Afrique des nations 2012, où il joue trois matchs. Ragued compte un total de 54 sélections. Le 1er octobre 2015, Houcine Ragued met fin à sa carrière internationale après une mesure prise à son encontre par la Fédération tunisienne de football.

## Statistiques
| Saison                | Club                  | Championnat           | Championnat | Championnat | Coupe(s) nationale(s) | Coupe(s) nationale(s) | Compétition(s) continentale(s) | Compétition(s) continentale(s) | Compétition(s) continentale(s) | Tunisie | Tunisie | Total | Total |
| Saison                | Club                  | Division              | M.          | B.          | M.                    | B.                    | Comp.                          | M.                             | B.                             | M.      | B.      | M.    | B.    |
| 2002-2003             | FC Istres (prêt)      | Ligue 2               | 19          | 2           | 2                     | 0                     | -                              | -                              | -                              | -       | -       | 21    | 2     |
| Sous-total            | Sous-total            | Sous-total            | 19          | 2           | 2                     | 0                     | -                              | -                              | -                              | -       | -       | 21    | 2     |
| 2003-2004             | FC Gueugnon (prêt)    | Ligue 2               | 3           | 0           | -                     | -                     | -                              | -                              | -                              | -       | -       | 3     | 0     |
| Sous-total            | Sous-total            | Sous-total            | 3           | 0           | -                     | -                     | -                              | -                              | -                              | -       | -       | 3     | 0     |
| 2005-2006             | Paris SG              | Ligue 1               | 1           | 0           | -                     | -                     | -                              | -                              | -                              | -       | -       | 1     | 0     |
| Sous-total            | Sous-total            | Sous-total            | 1           | 0           | -                     | -                     | -                              | -                              | -                              | -       | -       | 1     | 0     |
| 2006-2007             | RAEC Mons             | Division 1            | 28          | 0           | -                     | -                     | -                              | -                              | -                              | 4       | 0       | 32    | 0     |
| 2007-2008             | RAEC Mons             | Jupiler Pro League    | 31          | 0           | 2                     | 0                     | -                              | -                              | -                              | 3       | 0       | 36    | 0     |
| 2008-2009             | RAEC Mons             | Jupiler Pro League    | 31          | 0           | 1                     | 0                     | -                              | -                              | -                              | 9       | 0       | 41    | 0     |
| Sous-total            | Sous-total            | Sous-total            | 90          | 0           | 3                     | 0                     | -                              | -                              | -                              | 16      | 0       | 109   | 0     |
| 2009-2010             | SK Slavia Prague      | Gambrinus Liga        | 23          | 0           | 5                     | 0                     | C1+C3                          | 2+6                            | 0+0                            | 9       | 0       | 45    | 0     |
| 2010-2011             | SK Slavia Prague      | Gambrinus Liga        | 12          | 0           | 3                     | 0                     | -                              | -                              | -                              | 1       | 0       | 16    | 0     |
| Sous-total            | Sous-total            | Sous-total            | 35          | 0           | 8                     | 0                     | -                              | 8                              | 0                              | 10      | 0       | 61    | 0     |
| 2010-2011             | Karabükspor           | Süper Lig             | 13          | 1           | -                     | -                     | -                              | -                              | -                              | -       | -       | 13    | 1     |
| 2011-2012             | Karabükspor           | Süper Lig             | 25          | 0           | 4                     | 0                     | -                              | -                              | -                              | 10      | 0       | 39    | 0     |
| Sous-total            | Sous-total            | Sous-total            | 38          | 1           | 4                     | 0                     | -                              | -                              | -                              | 10      | 0       | 52    | 1     |
| 2011-2012             | ES Tunis              | Ligue I               | 7           | 0           | 4                     | 0                     | C1                             | 7                              | 0                              | -       | -       | 18    | 0     |
| 2012-2013             | ES Tunis              | Ligue I               | 16          | 2           | 0                     | 0                     | C1                             | 6                              | 0                              | 2       | 0       | 24    | 2     |
| 2013-2014             | ES Tunis              | Ligue I               | 26          | 1           | 0                     | 0                     | C1                             | 7                              | 0                              | 4       | 0       | 37    | 1     |
| 2014-2015             | ES Tunis              | Ligue I               | 29          | 1           | 2                     | 0                     | C1                             | 6                              | 0                              | 13      | 0       | 50    | 1     |
| 2015-2016             | ES Tunis              | Ligue I               | 46          | 1           | 0                     | 0                     | C1                             | 0                              | 0                              | 1       | 0       | 47    | 1     |
| Sous-total            | Sous-total            | Sous-total            | 145         | 5           | 6                     | 0                     | -                              | 25                             | 0                              | 18      | 0       | 194   | 5     |
| 2016-2017             | Emirates Club         | Ligue I               | 12          | 0           | 6                     | 1                     | -                              | 0                              | 0                              | 0       | 0       | 18    | 1     |
| Sous-total            | Sous-total            | Sous-total            | 12          | 0           | 6                     | 1                     | -                              | 0                              | 0                              | 0       | 0       | 18    | 1     |
| Total sur la carrière | Total sur la carrière | Total sur la carrière | 314         | 8           | 29                    | 1                     | -                              | 33                             | 0                              | 54      | 0       | 430   | 9     |

## Palmarès

### Paris Saint-Germain
- Coupe de France (1) :
  - 2006

### Espérance sportive de Tunis
- Championnat de Tunisie (2) :
  - 2012, 2014